# سیدو فینی
سیدو فینی (انگلیسی: Seydou Fini؛ زادهٔ ۲ ژوئن ۲۰۰۶) بازیکن فوتبال اهل ایتالیا است که در حال حاضر به صورت قرضی از جنوآ برای باشگاه فوتبال استاندارد لیژ بازی می‌کند. 
وی همچنین در تیم‌های ملی فوتبال زیر ۱۷ سال ایتالیا و زیر ۱۸ سال ایتالیا بازی کرده است.